# Copa de Algarve 2017
La Copa de Algarve de 2017 fue la vigésimo cuarta edición de este torneo. Es una competición anual de fútbol femenino organizada en la región de Algarve en Portugal.
El campeón fue España tras vencer en la final a Canadá por 1 a 0, consiguiendo su primera Copa de Algarve.

## Equipos participantes
| Equipo       | FIFA Rankings (Diciembre de 2016) |
| ------------ | --------------------------------- |
| Canadá       | 4                                 |
| Australia    | 6                                 |
| Japón        | 7                                 |
| Suecia       | 8                                 |
| Noruega      | 11                                |
| Países Bajos | 12                                |
| China        | 13                                |
| España       | 14                                |
| DNK          | 15                                |
| Islandia     | 20                                |
| Rusia        | 23                                |
| Portugal     | 38                                |

## Fase de grupos

### Grupo A
| Equipo    | Pts | PJ | PG | PE | PP | GF | GC | DG |
| --------- | --- | -- | -- | -- | -- | -- | -- | -- |
| Canadá    | 7   | 3  | 2  | 1  | 0  | 3  | 1  | 2  |
| Dinamarca | 6   | 3  | 2  | 0  | 1  | 12 | 2  | 10 |
| Rusia     | 3   | 3  | 1  | 0  | 2  | 3  | 8  | −5 |
| Portugal  | 1   | 3  | 0  | 1  | 2  | 0  | 7  | −7 |

- Los horarios corresponden a la Hora del Oeste Europeo (WET): UTC±00:00

| 1 de marzo, 15:00 | Portugal | 0:1     | Rusia       | Estadio Municipal, Lagos    |                             |
|                   |          | Reporte | Mashina 82' | Árbitra: Ekaterina Koroleva | Árbitra: Ekaterina Koroleva |

| 1 de marzo, 18:30 | Dinamarca | 0:1     | Canadá       | Estadio Municipal, Albufeira |                        |
|                   |           | Reporte | Sinclair 90' | Árbitra: Casey Reibelt       | Árbitra: Casey Reibelt |

| 3 de marzo, 15:00 | Rusia         | 1:2     | Canadá                       | Estádio Algarve, Faro |                       |
|                   | Makarenko 58' | Reporte | - Schmidt 10' - Sinclair 26' | Árbitra: Markus Räber | Árbitra: Markus Räber |

| 3 de marzo, 19:00 | Portugal | 0:6     | Dinamarca                                                             | Estadio Bela Vista, Parchal |                            |
|                   |          | Reporte | - S. Larsen 11', 32' - L. Jensen 9' - Troelsgaard 25', 68' - Veje 59' | Árbitra: Yoshimi Yamashita  | Árbitra: Yoshimi Yamashita |

| 6 de marzo, 19:00 | Rusia               | 1:6     | Dinamarca                                                            | VRS António, Vila Real de Santo António |                        |
|                   | Chernomyrdina 45+3' | Reporte | - Harder 25' (pen.), 59', 72' - N. Sørensen 70' - S. Hansen 82', 89' | Árbitra: Casey Reibelt                  | Árbitra: Casey Reibelt |

| 6 de marzo, 19:00 | Canadá | 0:0     | Portugal | Estádio Algarve, Faro     |                           |
|                   |        | Reporte |          | Árbitra: Jonesla Kabakama | Árbitra: Jonesla Kabakama |

### Grupo B
| Equipo   | Pts | PJ | PG | PE | PP | GF | GC | DG |
| -------- | --- | -- | -- | -- | -- | -- | -- | -- |
| España   | 7   | 3  | 2  | 1  | 0  | 5  | 1  | 4  |
| Japón    | 6   | 3  | 2  | 0  | 1  | 5  | 2  | 3  |
| Islandia | 2   | 3  | 0  | 2  | 1  | 1  | 3  | −2 |
| Noruega  | 1   | 3  | 0  | 1  | 2  | 1  | 6  | −5 |

- Los horarios corresponden a la Hora del Oeste Europeo (WET): UTC±00:00

| 1 de marzo, 14:45 | Japón        | 1:2     | España                         | Estadio Bela Vista, Parchal  |                              |
|                   | Yokoyama 81' | Reporte | - Meseguer 59' - O. García 72' | Árbitra: Edina Alves Batista | Árbitra: Edina Alves Batista |

| 1 de marzo, 18:30 | Noruega      | 1:1     | Islandia      | Estadio Bela Vista, Parchal |                           |
|                   | Hegerberg 4' | Reporte | Jónsdóttir 8' | Árbitra: Jonesla Kabakama   | Árbitra: Jonesla Kabakama |

| 3 de marzo, 14:45 | Japón             | 2:0     | Islandia | Estadio Bela Vista, Parchal |                        |
|                   | Hasegawa 11', 17' | Reporte |          | Árbitra: Fatou Thioune      | Árbitra: Fatou Thioune |

| 3 de marzo, 18:30 | España                                                  | 3:0     | Noruega | Estádio Algarve, Faro    |                          |
|                   | - Thorisdottir 24' (o.g.) - Hermoso 38' - O. García 40' | Reporte |         | Árbitra: Laura Fortunato | Árbitra: Laura Fortunato |

| 6 de marzo, 14:45 | Noruega | 0:2     | Japón               | Estádio Algarve, Faro    |                          |
|                   |         | Reporte | - Yokoyama 59', 89' | Árbitra: Marianela Araya | Árbitra: Marianela Araya |

| 6 de marzo, 14:45 | Islandia | 0:0     | España | VRS António, Vila Real de Santo António |                            |
|                   |          | Reporte |        | Árbitra: Salima Mukansanga              | Árbitra: Salima Mukansanga |

### Grupo C
| Equipo       | Pts | PJ | PG | PE | PP | GF | GC | DG |
| ------------ | --- | -- | -- | -- | -- | -- | -- | -- |
| Australia    | 6   | 3  | 2  | 0  | 1  | 5  | 4  | 1  |
| Países Bajos | 6   | 3  | 2  | 0  | 1  | 4  | 3  | 1  |
| Suecia       | 4   | 3  | 1  | 1  | 1  | 1  | 1  | 0  |
| China        | 1   | 3  | 0  | 1  | 2  | 1  | 3  | −2 |

- Los horarios corresponden a la Hora del Oeste Europeo (WET): UTC±00:00

| 1 de marzo, 15:00 | Países Bajos | 1:0     | China | Estadio Municiapl, Lagos |                          |
|                   | Jansen 13'   | Reporte |       | Árbitra: Marianela Araya | Árbitra: Marianela Araya |

| 1 de marzo, 18:30 | Australia | 0:1     | Suecia      | Estadio Municipal, Albufeira |                            |
|                   |           | Reporte | Schelin 60' | Árbitra: Yoshimi Yamashita   | Árbitra: Yoshimi Yamashita |

| 3 de marzo, 15:00 | Australia                        | 3:2     | Países Bajos               | VRS António, Vila Real de Santo António |                            |
|                   | - Gielnik 16', 31' - Kennedy 45' | Reporte | - Miedema 75' - Spitse 79' | Árbitra: Salima Mukansanga              | Árbitra: Salima Mukansanga |

| 3 de marzo, 18:30 | China | 0:0     | Suecia | VRS António, Vila Real de Santo António |                                 |
|                   |       | Reporte |        | Árbitra: Anastasia Pustovoitova         | Árbitra: Anastasia Pustovoitova |

| 6 de marzo, 15:00 | China           | 1:2     | Australia                     | Estadio Municipal, Albufeira |                       |
|                   | - Sha. Wang 36' | Reporte | - Gielnik 61' - Carpenter 84' | Árbitra: Riem Hussein        | Árbitra: Riem Hussein |

| 6 de marzo, 15:00 | Suecia | 0:1     | Países Bajos              | Estadio Municipal, Lagos     |                              |
|                   |        | Reporte | - van den Berg 81' (pen.) | Árbitra: Edina Alves Batista | Árbitra: Edina Alves Batista |

### Clasificación final
Los equipos se agruparon de acuerdo a su posición final en cada grupo para determinar los partidos finales según el siguiente esquema:

#### Equipos en 1.° lugar
| Equipo    | Pts | PJ | PG | PE | PP | GF | GC | DG | Clasificación |
| --------- | --- | -- | -- | -- | -- | -- | -- | -- | ------------- |
| España    | 7   | 3  | 2  | 1  | 0  | 5  | 1  | 4  | Final         |
| Canadá    | 7   | 3  | 2  | 1  | 0  | 3  | 1  | 2  | Final         |
| Australia | 6   | 3  | 2  | 0  | 1  | 5  | 4  | 1  | 3.° puesto    |

#### Equipos en 2.° lugar
| Equipo       | Pts | PJ | PG | PE | PP | GF | GC | DG | Clasificación |
| ------------ | --- | -- | -- | -- | -- | -- | -- | -- | ------------- |
| Dinamarca    | 6   | 3  | 2  | 0  | 1  | 12 | 2  | 10 | 3.° puesto    |
| Japón        | 6   | 3  | 2  | 0  | 1  | 5  | 2  | 3  | 5.° puesto    |
| Países Bajos | 6   | 3  | 2  | 0  | 1  | 4  | 3  | 1  | 5.° puesto    |

#### Equipos en 3.° lugar
| Equipo   | Pts | PJ | PG | PE | PP | GF | GC | DG | Clasificación |
| -------- | --- | -- | -- | -- | -- | -- | -- | -- | ------------- |
| Suecia   | 4   | 3  | 1  | 1  | 1  | 1  | 1  | 0  | 7.° puesto    |
| Rusia    | 3   | 3  | 1  | 0  | 2  | 3  | 8  | −5 | 7.° puesto    |
| Islandia | 2   | 3  | 0  | 2  | 1  | 1  | 3  | −2 | 9.° puesto    |

#### Equipos en 4.° lugar
| Equipo   | Pts | PJ | PG | PE | PP | GF | GC | DG | Clasificación |
| -------- | --- | -- | -- | -- | -- | -- | -- | -- | ------------- |
| China    | 1   | 3  | 0  | 1  | 2  | 1  | 3  | −2 | 9.° puesto    |
| Noruega  | 1   | 3  | 0  | 1  | 2  | 1  | 6  | −5 | 11.° puesto   |
| Portugal | 1   | 3  | 0  | 1  | 2  | 0  | 7  | −7 | 11.° puesto   |

## Fase final
- Los horarios corresponden a la Hora del Oeste Europeo (WET): UTC±00:00

### 11.° puesto
| 8 de marzo, 14:45 | Noruega                    | 2:0     | Portugal | Estadio Bela Vista, Parchal |                        |
|                   | - Isaksen 13' - Reiten 66' | Reporte |          | Árbitra: Fatou Thioune      | Árbitra: Fatou Thioune |

### 9.° puesto
| 8 de marzo, 18:30 | Islandia               | 2:1     | China         | Estadio Bela Vista, Parchal |                          |
|                   | Sigurðardóttir 9', 47' | Reporte | Sha. Wang 36' | Árbitra: Laura Fortunato    | Árbitra: Laura Fortunato |

### 7.° puesto
| 8 de marzo, 18:30 | Suecia                                     | 4:0     | Rusia | Estadio Municipal, Albufeira |                       |
|                   | - Asllani 6', 35' - Fischer 9' - Rolfö 77' | Reporte |       | Árbitra: Riem Hussein        | Árbitra: Riem Hussein |

### 5.° puesto
| 8 de marzo, 14:45 | Japón                                    | 2:3     | Países Bajos                                     | Estádio Algarve, Faro           |                                 |
|                   | - Yokoyama 20' - Van den Bulk 77' (o.g.) | Reporte | - Dekker 13' - Martens 19' - Utsugi 90+3' (o.g.) | Árbitra: Anastasia Pustovoitova | Árbitra: Anastasia Pustovoitova |

### 3.° puesto
| 8 de marzo, 14:45 | Australia                              | 1:1 (1:4 p.)               | Dinamarca                                         | Estadio Municipal, Albufeira |                             |
|                   | K. Simon 36'                           | Reporte                    | Harder 80'                                        | Árbitra: Ekaterina Koroleva  | Árbitra: Ekaterina Koroleva |
|                   |                                        | Tiros desde el punto penal |                                                   |                              |                             |
|                   | - Kellond-Knight - Polkinghorne - Kerr |                            | - Røddik Hansen - Petersen - Larsen - Troelsgaard |                              |                             |

### Final
| 8 de marzo, 18:30 | España     | 1:0     | Canadá | Estádio Algarve, Faro      |                            |
|                   | Ouahabi 5' | Reporte |        | Árbitra: Yoshimi Yamashita | Árbitra: Yoshimi Yamashita |

| Campeón           |
| España 1.° título |